# Episodi di Les Mystères de l'amour (dodicesima stagione)
La dodicesima stagione della serie televisiva Les Mystères de l'amour è andata in onda in Francia dal 12 marzo 2016 al 12 giugno 2016 sul canale Telemontecarlo.
In Italia è inedita.
| nº | Titolo originale            | Titolo italiano | Prima TV Francia | Prima TV Italia |
| -- | --------------------------- | --------------- | ---------------- | --------------- |
| 1  | Un mois après               |                 | 12 marzo 2016    |                 |
| 2  | Déraisonnable               |                 | 13 marzo 2016    |                 |
| 3  | Le refus                    |                 | 19 marzo 2016    |                 |
| 4  | Le combat                   |                 | 20 marzo 2016    |                 |
| 5  | Doute et Séquestration      |                 | 2 aprile 2016    |                 |
| 6  | La Famille                  |                 | 3 aprile 2016    |                 |
| 7  | Disparitions mystérieuses   |                 | 9 aprile 2016    |                 |
| 8  | Un futur incertain          |                 | 10 aprile 2016   |                 |
| 9  | La nuit de tous les dangers |                 | 16 aprile 2016   |                 |
| 10 | Un amour si violent         |                 | 17 aprile 2016   |                 |
| 11 | Incertitudes                |                 | 23 aprile 2016   |                 |
| 12 | Nuit câline                 |                 | 24 aprile 2016   |                 |
| 13 | Lourdes présomptions        |                 | 30 aprile 2016   |                 |
| 14 | Preuves et soupçons         |                 | 1 maggio 2016    |                 |
| 15 | Dramatiques remords         |                 | 7 maggio 2016    |                 |
| 16 | In extremis                 |                 | 8 maggio 2016    |                 |
| 17 | Surprenants aveux           |                 | 14 maggio 2016   |                 |
| 18 | Pas si méchant              |                 | 15 maggio 2016   |                 |
| 19 | Pièges en tous genres       |                 | 21 maggio 2016   |                 |
| 20 | Histoires d’enfants         |                 | 22 maggio 2016   |                 |
| 21 | Croisements dangereux       |                 | 28 maggio 2016   |                 |
| 22 | Doubles rebondissements     |                 | 29 maggio 2016   |                 |
| 23 | Retours aux sources         |                 | 4 giugno 2016    |                 |
| 24 | Coup du sort ?              |                 | 5 giugno 2016    |                 |
| 25 | Blessures et Guérisons ?    |                 | 11 giugno 2016   |                 |
| 26 | Le Passé Effacé ?           |                 | 12 giugno 2016   |                 |